# Nicolas de Gonesse
Nicolas de Gonesse (Laon, 1364 – ...) è stato un teologo e letterato francese.

## Biografia
Nato a Laon (Piccardia), fu studente e poi dottore in teologia all'università di Parigi. Dal 1406 fu confessore di Jean II Le Meingre, governatore della Repubblica di Genova dal 1401. Partecipò al Concilio di Costanza rappresentando il Capitolo della Diocesi di Laon.
A lui si devono il completamento nel 1401 della traduzione francese dei Facta et dicta memorabilia di Valerio Massimo, intrapresa da Simon de Hesdin nel 1375 per il re Carlo V, la prima traduzione francese di Plutarco (De remediis irae) ed una collatio in difesa della poesia.